# Abrahamia
Genre
Abrahamia est un genre de plantes à fleurs de la famille des  Anacardiacées que l'on trouve à Madagascar .

## Liste des espèces
| - Abrahamia antongilensis Randrian. & Lowry - Abrahamia betamponensis Randrian. & Lowry - Abrahamia buxifolia (H.Perrier) Randrian. & Lowry - Abrahamia capuronii Randrian. & Lowry - Abrahamia darainensis Randrian. & Lowry - Abrahamia deflexa (H.Perrier) Randrian. & Lowry - Abrahamia delphinensis Randrian. & Lowry - Abrahamia ditimena (H.Perrier) Randrian. & Lowry - Abrahamia ellipticarpa Randrian. & Lowry - Abrahamia elongata Randrian. & Lowry - Abrahamia grandidieri (Engl.) Randrian. & Lowry - Abrahamia humbertii (H.Perrier) Randrian. & Lowry - Abrahamia ibityensis (H.Perrier) Randrian. & Lowry - Abrahamia itremoensis Randrian. & Lowry - Abrahamia latifolia (Engl.) Randrian. & Lowry - Abrahamia lecomtei (H.Perrier) Randrian. & Lowry - Abrahamia lenticellata Randrian. & Lowry - Abrahamia littoralis Randrian. & Lowry - Abrahamia lokobensis Randrian. & Lowry - Abrahamia longipetiolata Randrian. & Lowry - Abrahamia louvelii (H.Perrier) Randrian. & Lowry - Abrahamia minutifolia Randrian. & Lowry - Abrahamia nitida (Engl.) Randrian. & Lowry - Abrahamia oblongifolia (Engl.) Randrian. & Lowry - Abrahamia patrickii Randrian. & Lowry - Abrahamia pauciflora (Engl. ex H.Perrier) Randrian. & Lowry - Abrahamia phillipsonii Randrian. & Lowry - Abrahamia revoluta Randrian. & Lowry - Abrahamia sambiranensis Randrian. & Lowry - Abrahamia sericea (Engl.) Randrian. & Lowry - Abrahamia suarezensis Randrian. & Lowry - Abrahamia thouvenotii (Lecomte) Randrian. & Lowry - Abrahamia turkii Randrian. & Lowry - Abrahamia viguieri (H.Perrier) Randrian. & Lowry |